# Syndrome de Imerslund-Grasbeck
 (février 2013).
Le syndrome de Imerslund-Grasbeck ou anémie mégaloblastique par  malabsorption sélective de cobalamine avec protéinurie est un déficit en vitamine B12 aboutissant à une anémie mégaloblastique dans l'enfance et se corrigeant par administration parentérale de vitamine B12. Cette pathologie est essentiellement localisée en Finlande,  en Norvège et dans les pays musulmans  méditerranéens. La maladie a été décrite vers 1960 simultanément par Olga Imerslund, pédiatre norvégienne et Ralph Gräsbeck, médecin-biochimiste finlandais. 
Les autres manifestations de cette maladie comprennent une insuffisance staturo-pondérale, des infections fréquentes et des signes neurologiques. Une protéinurie sans lésion rénale est présente chez la moitié des malades. Des anomalies de l'arbre urinaires sont parfois observées.
Les tests d'absorption de la vitamine B12 montrent une absorption lente non corrigée par l'administration de facteur intrinsèque. Le début de la maladie peut survenir quelques mois après la naissance ou plusieurs années après.
L'anomalie causale est un défaut de fonctionnement dans la cellule intestinale du récepteur de la vitamine B12 cubam, qui est responsable de l'absorption intestinale de vitamine B12 et de la réabsorption tubulaire rénale, par mutation des gènes CUBN ou AMN, codant les protéines qui le composent.
Le traitement consiste en des injections de vitamine B12 mais la protéinurie persiste.

## Source
- (en) Ralph Grasbeck « Imerslund-Grasbeck Syndrome (Selective Vitamin B12 Malabsorption with Proteinuria) » Orphanet Journal of Rare Diseases 2006, 1:17. DOI 10.1186/1750-1172-1-17